# Achados incidentais em teste genético
Achados incidentais são definidos como resultados de um exame, procedimento ou teste que fogem do esperado pelo objetivo original do teste ou procedimento. No contexto de testes genéticos, achados incidentais resultam de alterações genéticas presentes no indivíduo testado que não eram esperados a partir do objetivo primário do teste. Os achados incidentais em testes genéticos podem criar uma série de desafios práticos, legais e éticos para os indivíduos testados e para os profissionais. Alguns achados incidentais podem contribuir para a saúde, incluindo situações em que a informação pode salvar vidas, mas também podem causar angústia sem qualquer melhoria na saúde ou no bem-estar.
A Comissão de Bioética dos Estados Unidos no documento Ethical Management of Incidental and Secondary Findings in the Clinical, Research, and Direct-to-Consumer Contexts, no entanto, usa uma definição de descobertas incidentais mais específica: informações coletadas de pesquisa de sequenciamento de genoma completo ou prática clínica que não era o pretendido ou associado do objetivo esperado. Além disso, essa Comissão Bioética divide os achados incidentais em duas categorias: achados antecipáveis e não antecipáveis. Os incidentes antecipáveis são achados que são conhecidos por estarem associados com o teste ou procedimento submetido pelo indivíduo, ou seja, há já uma probabilidade de descoberta conhecida. Já os não antecipáveis consistem em achados que não são esperados e de conhecimento da comunidade científica.

## Conceitos associados
Muitas pessoas confundem os achados incidentais com os achados secundários. Enquanto os achados incidentais são aqueles encontrados em uma busca exploratória ou não relacionada a saúde (por exemplo, encontrar uma não paternidade em um teste de ancestralidade), os achados secundários são variantes patogênicas associadas a doenças não investigadas (por exemplo, encontrar uma variante de suscetibilidade a câncer num paciente com exoma completo encaminhado para diagnóstico de doenças neuromusculares). Diferentemente dos incidentais, as descobertas secundárias são ativamente buscadas por uma equipe médica sem ser o alvo principal. Os profissionais podem buscar ativamente os achados secundários pela recomendação de especialistas ou pelo consenso de profissionais, como ético e clinicamente relevante.
Os testes genéticos podem ser realizados pela análise do exoma completo, que corresponde à parte do genoma que é potencialmente transcrita e abriga os trechos codificantes de proteína (dogma central da biologia). O sequenciamento do exoma completo é relevante para a busca de mutações que podem estar associadas à doenças genéticas, já que grande parte das doenças genéticas monogênicas estão associadas a essa porção do genoma. Recentemente, o sequenciamento do genoma completo, processo que determina as bases de nucleotídeos virtualmente de todo o genoma, tem se apresentado promissor como teste diagnóstico na busca por mutações de doenças sem causas conhecidass Contudo, é necessário entender as complexidades e oportunidades que surgem pela implementação de tecnologias genômicas para permitir que estratégias e políticas de implementação adequadas sejam projetadas para os diferentes contextos, dado que ambos sequenciamento de genoma e de exoma completos produzem uma série de resultados maior do que o que se busca primariamente.

## Contexto ético
Achados incidentais em qualquer teste ligado à saúde humana podem causar implicações éticas. Uma vez que os testes genéticos surgem de métodos mais recentes, a conduta ainda é menos regulamentada que outras áreas da medicina e promovem questões frequentemente subjetivas, o que dificulta uma resposta padronizada. Alguns pontos emergem dessa discussão: falsos-positivos, achados incidentais sem importância clínica, risco poligênico, variação de penetrância e conflitos de interesse.
Um primeiro ponto são os falsos-positivos, ou seja, variantes apontadas no resultado do teste como patogênicas para uma determinada condição, mas cuja atribuição é incorreta. Cada vez mais as companhias que oferecem testes genéticos aumentam sua cobertura de variantes ao longo do genoma, potencialmente gerando um maior número de falsos-positivos. Por exemplo, para variantes com grande impacto clínico, associadas a condições de herança monogênica (em famílias), como variantes de alto risco para câncer de mama hereditário, os falsos-positivos podem levar à gastos elevados para o indivíduo testado por conta de testes clínicos desnecessários, além do desgaste mental.
No caso de variantes associadas a condições multifatoriais, onde a penetrância de cada variante é relativamente baixa, o conceito de falso-positivo pode ser ainda mais crítico, uma vez que o risco de manifestação da doença no contexto da presença ou não da variante depende de dezenas, centenas ou milhares de outras variantes, provendo um risco poligênico, além de fatores ambientais. É interessante ressaltar que a prevalência de doenças associadas à componentes genéticos pode ser diferente em diferentes populações, sendo assim, a informação da presença ou ausência de uma variante deveria vir associada com o risco daquela variante ser clinicamente relevante dependendo do grupo étnico ou composição de ancestralidades da pessoa testada. O especialista que encaminhou o pedido do teste genético, em posse dessas informações, pode auxiliar na interpretação destes resultados, com apoio de um serviço de aconselhamento genético. Porém, atualmente, muitos testes são vendidos pela internet diretamente aos consumidores, e não estão associados ao acompanhamento do geneticista, logo, a pessoa que o comprou recebe apenas um resultado de presença/ausência da variante e uma pequena descrição de suas associações, que pode gerar dúvidas, tomadas de decisão sem embasamento clínico e até desconforto ou pânico.
Outro ponto são os conflitos de interesse para geneticistas, clínicas e laboratórios de testes genéticos. O profissional que pediu o teste para investigar uma determinada questão, por exemplo a presença de mutação no gene associado a uma doença, pode encontrar uma variante associada à outra doença, por exemplo à predisposição a problemas cardíacos, sendo esta variante de baixa penetrância associada à etiologia multifatorial. Nesse caso, duas opções emergem: reportar ao solicitante e ao paciente, potencialmente adicionando tensão e incentivo a dedicar tempo e recursos em outros testes clínicos; ou não contar, e assim correr o risco de estar ocultando um fato de potencial importância clínica, ainda que dependente de outros fatores, que pode resultar em danos à saúde do paciente. Este conflito de interesse existe pois contar ao paciente pode trazer retorno financeiro ao geneticista, à clínica ou ao laboratório, uma vez que ele pode vir a fazer outros testes, mas ao mesmo tempo, pode não ter relevância clínica, e então ter levado à gastos e pânico desnecessário do paciente. Como no Brasil não há uma legislação que regulamente essas questões, fica a cargo do profissional, o que pode gerar até mesmo encargos judiciais. As consultas de aconselhamento genético pré-teste podem antecipar este tipo de situação, esclarecendo ao paciente e ao médico solicitante os potenciais achados decorrentes do teste. A consulta de aconselhamento genético pós-teste pode auxiliar na interpretação dos achados.
Ademais, nem todo achado incidental tem importância clínica, mas pode ter importância na vida do paciente, como por exemplo questões de paternidade e ancestralidade, o que dificulta ainda mais a decisão do profissional. Muitas vezes em famílias com histórico de doenças monogênicas (aquelas causadas por alterações em um único gene), pessoas procuram clínicas para entender riscos de ocorrência ou de recorrência, ou seja, se seus filhos podem vir a apresentar a condição. Isto leva o geneticista a pedir exames para vários membros daquele grupo familiar, traçando assim um heredograma que vai ajudar a responder a questão. Nesse tipo de situação, o profissional pode encontrar incongruências na relação familiar, como paternidades mal atribuídas (falsas paternidades), eventos de adoção ou até trocas de recém nascidos na maternidade. Notícias como essas podem ou não ter implicações clínicas, mas certamente poderão causar grandes impactos na família. Nesse âmbito, além do dilema de contar ou não contar, ainda existe outra questão: para quem contar? As consultas de aconselhamento genético podem esclarecer em parte estas questões, antes mesmo da investigação ser iniciada.

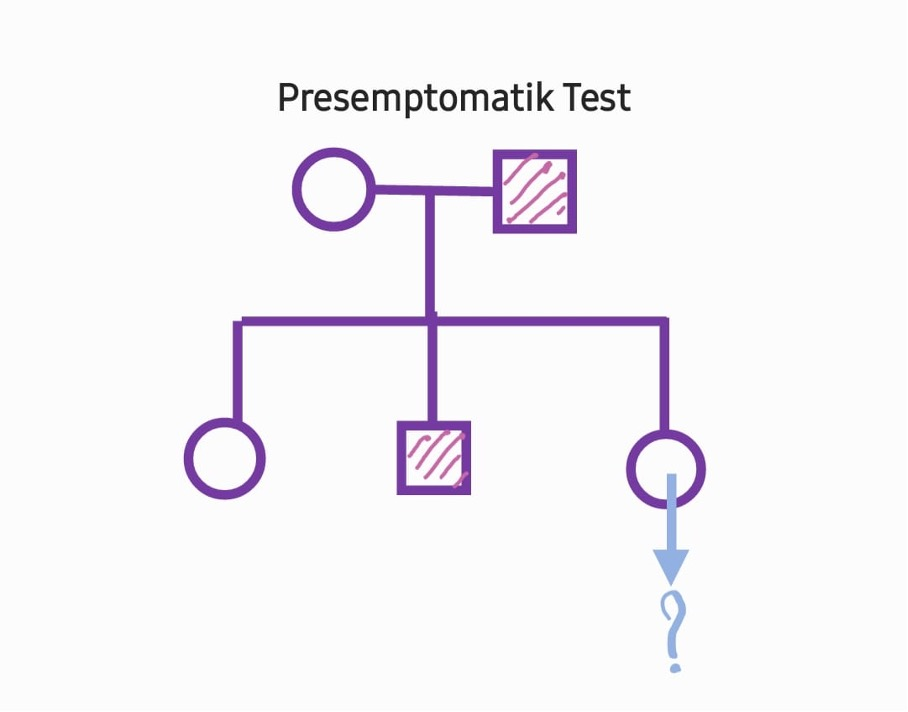
Heredograma

## Aconselhamento genético
É importante ressaltar a função e importância do aconselhamento genético na tomada de decisões a cerca de testes genéticos. Como já foi citado, resultados de testes comprados na internet, como os de ancestralidade que também incluem variantes associadas à saúde, apresentam poucas informações sobre as variantes analisadas, o que pode levar é dúvidas e/ou desconfortos, ou então não ser informativa, para pessoas leigas ou com pouco esclarecimento em genética.
Por isso, é interessante que a realização destes testes seja acompanhada por um profissional geneticista, que poderá avaliar a necessidade do teste no contexto, o real risco por trás da presença/ausência de alguma variante genética e fazer um encaminhamento correto, caso necessário. Ademais, quando há uma consulta pré-teste, o profissional pode explicar ao paciente dos riscos de achados incidentais, e o que eles podem informar, colocando uma cláusula contratual se o paciente deseja ou não saber de todos os possíveis resultados, tirando aqui o caráter de subjetividade da decisão do geneticista.

## Reportar achados: linhas de pensamento
A escolha de revelar ou não achados incidentais em testes genéticos é um problema com ramificações complexas, e cuja resolução é cada vez mais urgente especialmente no contexto clínico. Tendo isso em mente, dois tipos gerais de recomendações são majoritariamente encontrados na literatura, sendo esses a “divulgação qualificada”, que argumenta que os achados incidentais devem ser divulgados quase sempre, com exceção de alguns casos específicos; e o outro tipo de recomendação é de que a divulgação desses resultados deve ser feita com muita cautela e ponderação. Existem tentativas de listar genes acionáveis, isto é, que podem ser alvo de algum tipo de ação terapêutica para prevenir patologias, e que, portanto, sempre devem ser divulgado.s Uma dessas tentativas é a recomendação oficial do American College of Medical Genetics and Genomics, mas esse tipo de lista é reconhecidamente limitada, e cada caso requer um nível distinto de cuidado pelo clínico responsável.  Uma paternidade atribuída erroneamente, por exemplo, é uma informação que não tem relevância clínica imediata, mas que muitos pacientes gostariam de ter conhecimento, e esse tipo de situação dificulta assumir uma recomendação absoluta para todos os cenários.
Um dado significativo para o debate é que a maioria dos pesquisadores, quando questionados a respeito da divulgação ou não de achado incidentais, citam o princípio bioético da beneficência, argumentando que se um dano à saúde do paciente pode ser prevenido ao divulgar esses achados, então eles devem certamente ser divulgados. Apesar disso, muitos desses mesmos pesquisadores demonstram ceticismo em relação a confiabilidade de possíveis associações genéticas entre doenças e certos genótipos, e esse seria um fator importante na tomada de decisões por parte do pesquisador/clínico frente aos resultados obtidos.
Uma forma de circunavegar todas essas questões seria através da obtenção de consentimento prévio do paciente em relação a divulgação de achados incidentais através de uma consulta de aconselhamento genético pré-teste. Entretanto, isso requer um nível de conhecimento sobre os possíveis achados por parte do paciente, e não é prático ou sequer possível tratar de absolutamente todos os resultados possíveis de forma a obter um consentimento informado do paciente. Tendo isso em mente, alguns autores propõem métodos de “filtragem”, que consistem em sistemas de tomada de decisão, cujo propósito seria livrar o pesquisador e o paciente da sobrecarga de informação necessária para decidir se um dado achado deve ou não ser revelado, além de sistematizar e uniformizar o processo Esses sistemas, apesar de complexos, reduziriam o tempo, dinheiro e conhecimento necessários para tomar decisões, mas significariam uma perda, ao menos parcial, da autonomia tanto do paciente como do pesquisador/clínico e, por isso, ainda que sejam uma forma eficaz de operacionalizar a divulgação de achados, muito se debate se são de fato a melhor solução para o problema.